# A22 (Cyprus)
De autosnelweg A22 is een geplande autosnelweg in Cyprus. De A22 moet een ring om Nicosia vormen van industriezone Dali tot de A9 bij de luchthaven van Nicosia. De geplande totale lengte van de A22 is 32 kilometer. Op 8 augustus 2024 opende het eerste stuk van 7,5 kilometer, vanaf het knooppunt met de A1 tot een rotonde in Tseri.
A1 · A2 · A3 · A5 · A6 · A7 · A8 · A9 · A22